# Општина Маиканешти (Вранча)
Маиканешти (рум. Măicăneşti) општина је у Румунији у округу Вранча.
Oпштина се налази на надморској висини од 18 m.